# Hangangjin (metropolitana di Seul)
Hangangjin (한강진역 - 漢江鎭驛, Hangangjin-nyeok ) è una stazione della metropolitana di Seul servita dalla linea 6 della metropolitana di Seul. La stazione si trova nel quartiere di Yongsan-gu, a Seul.

## Linee
SMRT
● Linea 6 (Codice: 631)

## Struttura
La stazione è costituita da due marciapiedi laterali con due binari passanti al centro protetti da porte di banchina, situati al secondo piano interrato. Sono presenti tre uscite in superficie.
| Direzione Eungam     | ● Linea 6 | per Samgakji, Gongdeok, Hapjeong, Digital Media City e Eungam |
| Direzione Bonghwasan | ● Linea 6 | per Sindang, Seokgye, Taereung e Bonghwasan                   |

## Stazioni adiacenti
| «       | Servizio | »          |
| Linea 6 | Linea 6  | Linea 6    |
| ------- | -------- | ---------- |
| Itaewon | -        | Beotigogae |